# Øvre Pasvik nationalpark
Øvre Pasvik nationalpark ligger i Sør-Varanger kommune i Troms og Finnmark fylke i Norge. Det nordsamiske navn er  Báhčaveaji Álbmotmeahcci er også et officielt navn på nationalparken. Parken blev oprettet i 1970 og var da 63 km². I 2003 blev parken udvidet til 119 km², samtidig som Øvre Pasvik landskabsværnområde blev oprettet. Samlet udgør dette et beskyttet areal på omkring 170 km² . Derudover ligger Pasvik og Gjøkvassneset naturreservat ikke langt fra nationalparken.
Nationalparken beskytter urskov og vådmarksområder som er en del af den sibirske taiga.
I nationalparken ligger det punkt hvor Norges, Finlands og Ruslands grænser mødes. Det er samtidig det eneste punkt på landjorden, hvor tre tidszoner mødes. 